# Peristedion miniatum
Espèce
Peristedion miniatum  est une espèce de poissons téléostéens de la famille des Triglidés.

## Habitat
Rencontré à des profondeurs autour de 64 - 910 m.

## Distribution
Océan Atlantique Ouest.

## Taille
Jusqu'à 30 cm.